# محمد النذير السبع
محمد النذير السبع (28 نوفمبر 1956 باتنة) روائي وشاعر جزائري. يكتب السبع الرواية والشعر باللغة الفرنسية. بعرف الروائي بتركيزه في أعماله على تشريح واقع مجتمعه خلال فترات زمنية مختلفة، وبذكر أسماء الأماكن والأشخاص كما تنطق محليا، دون ترجمة أو تحوير.
وقد ربطت السبع صداقة بكاتب ياسين، وقد وصفه هذا الأخير في رسالة بعثها له، بأنه «كاتب التواضع والبساطة وصدق الإحساس».

## التعليم
درس في عدة مدن جزائرية مثل باتنة وسكيكدة وعنابة وتخرج بشهادة جامعية من المدرسة الوطنية للإدارة بالجزائر العاصمة.

## المشوار المهني
بدأ بالتدريس في جامعة الحاج لخضر بباتنة كأستاذ للأدب. وفي سنة 2004، أوكلت له مهمة الإشراف على قطاع الثقافة بولاية باتنة. أسس لاحقا مجلة «كراريس الثقافة».
إعلاميا، ساهم السبع بمقالاته في أسبوعية «القطيعة» الناطقة بالفرنسية لمالكها الكاتب الطاهر جاووت، والتي اختفت بعد وفاته. كما نشر بعض المقالات في لجريدة الجمهور الأوراسي (القسم الفرنسي) سنة 1992، وفي يومية «الشرق الجمهوري» الصادرة بمدينة عنابة.

## الأعمال
أول كتاب صدر له حمل عنوان «رجال على المسالك»، عن المؤسسة الوطنية للكتاب، في 1986. أما آخرها، فهو كتاب حول التسيير الإداري، بعنوان: «الدليل التطبيقي الصغير، دليل التسيير الإداري على ضوء النصوص».

### الكتاب الموسوعة
خارج مجال الأدب، ألّف السبع كتاب سير عنوانه: «رموز وكلام»، صدر الكتاب عن دار الهدى بعين مليلة سنة 2009، في 380 صفحة. هذا الكتاب/ الموسوعة، عبارة عن ترجمة لحوالي 487 شخصية من عالم الثقافة والفكر في العالم الإسلامي. ومن أهم هذه الأسماء: امرئ القيس، حاتم الطائي، الخنساء، الكاهنة، المتنبي، ابن عربي، ابن رشد، فاطمة تازقاغث، جمال الدين الأفغاني، ابن باديس، عمر المختار، إيزابيل إيبرهارت، مولود فرعون، مالك بن نبي، نصر الدين دينيه، أحمد ديدات...وغيرهم.
كان مقررا للكتاب، الذي أنجز في الفترة الممتدة بين 1990 و1997، أن يصدر عن جامعة باتنة سنة 1997. ولكن الأمر تأخر 12 سنة، ليصدر بفضل دعم وزارة الثقافة.

### المؤلفات
- «هكذا أراد القدر» - دار مها للنشر والتوزيع [2]
- «رجال على المسالك» (بالفرنسية: Des hommes sur les pistes) (1985 - ENAL - 150 صفحة)

Jean Déjeux. "Mohamed Nadir Sebaa" (PDF). Jean Déjeux-Maison méditerranéenne des sciences de l'homme-AAN (باللغة الفرنسية). Archived from the original (PDF) on 2020-07-27.{{استشهاد ويب}}:  صيانة الاستشهاد: لغة غير مدعومة (link)
</ref>.
- Avis de recherche (1988 - دار نوميديا - 158 صفحة)[4][5]
- Les Grosses Têtes du Maghreb, Paris, Karthala, 1986.
- تأتي الرياح بما لا تشتهي السفن  (بالفرنسية: Le vent ne souffle pas au gré des navires) (ENAL - 1992 - الجزائر العاصمة - 171 صفحة).[6]
- Innocence coupable (Editions Fennec - 1992 - 93 صفحة).[7]
- Journal d’un flâneur (CIDIM – Marseille 2003).
- Batna-Marseille, 2004, Cidim
- L'Histoire, les Aurès et les hommes, 2006.
- فاطمة تازقاغت'' (بالفرنسية: Fatma Tazoughert)
- Témoin des ombres
- Rumuz et Calame: دار الهدى (عين مليلة)- 2009 - 319 صفحة - (ردمك 9789947261477).[8][9]
- Le petit guide pratique, 2010
- La Passion du cèdre [10]
- Les cahiers de la culture
- L'hymne au désert (Édilivre - 2015 - 30 صفحة - (ردمك 9782332992840))

## الجوائز
تحصّل محمد النذير على عدة جوائز داخل بلاده وخارجها، نذكر منها:
- جائزة في المسابقة الدولية في الأدب لمدينة الجزائر (1987)، عن روايته: «أمزجة القدر».[12]
- جائزة مالك حداد (1992) من مؤسسة نور الدين عبا، عن روايته: «تأتي الرياح بما لا تشتهي السفن».[12]
- جائزة «Amina Sowfall» السينغالية في العام 1993، عن مجموعته الشعرية «براءة مذنبة».[1]
- الميدالية الفضية في المسابقة الدولية التي تنظمها مؤسسة صافي (SAFI) لجامعة المغرب (2003).[13]